# Hintersee (Felbertal)
Hintersee är en sjö i Österrike.   Den ligger i förbundslandet Salzburg, i den centrala delen av landet, 300 km väster om huvudstaden Wien. Hintersee ligger 1 629 meter över havet.
Trakten runt Hintersee består i huvudsak av gräsmarker. Runt Hintersee är det ganska glesbefolkat, med 32 invånare per kvadratkilometer.